# Gare d'Abancourt
La gare d'Abancourt est une gare ferroviaire française de la ligne d'Épinay - Villetaneuse au Tréport - Mers et de la ligne de Saint-Roch à Darnétal-Bifurcation, située sur le territoire de la commune d'Abancourt, dans le département de l'Oise, en région Hauts-de-France.
Elle est mise en service en 1867 par la Compagnie des chemins de fer du Nord. C'est une gare de la Société nationale des chemins de fer français (SNCF), desservie par des trains TER Hauts-de-France.

## Situation ferroviaire

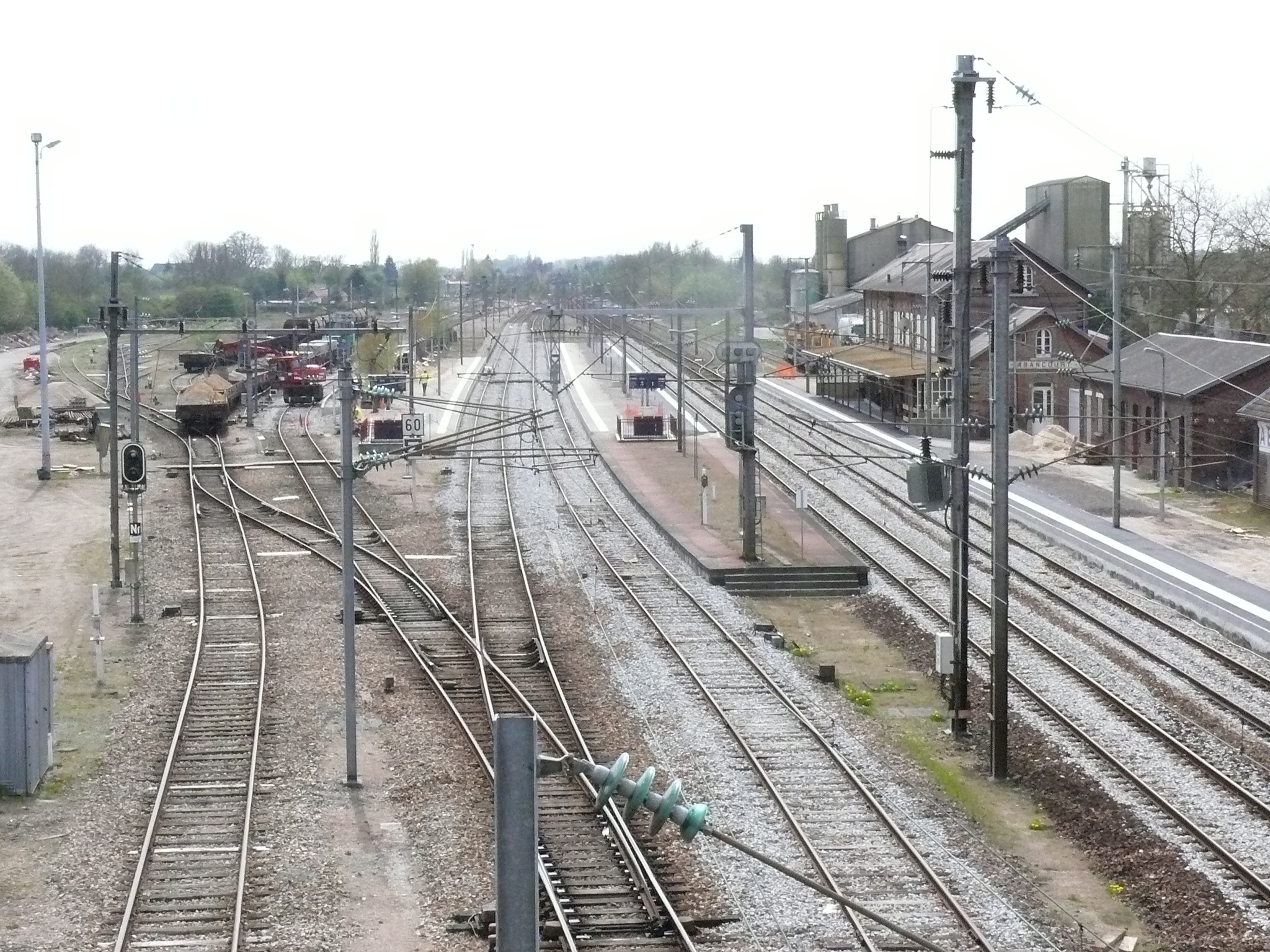
L'intérieur de la gare pendant les travaux d'amélioration de l'accessibilité de 2008. À droite, les deux voies de la ligne Rouen-Amiens, au centre, celles de la ligne Paris - Beauvais - Le Tréport-Mers, et, à gauche, les voies de garage.

Établie à 217 mètres d'altitude, la gare de bifurcation d'Abancourt est située au point kilométrique (PK) 50,840 de la ligne de Saint-Roch à Darnétal-Bifurcation, entre les gares ouvertes de Fouilloy et de Formerie. Elle est également située au PK 125,807 de la ligne d'Épinay - Villetaneuse au Tréport - Mers, entre les gares ouvertes de Feuquières - Broquiers (s'intercalait le point d'arrêt de Moliens) et d'Aumale.
Cette gare possède un quai latéral (quai 1), d'une longueur utile de 172 m, et deux quais centraux (quais 2 et 3), d'une longueur utile, respectivement de 219/238 m et de 147/237 m.

La gare, fin 2018
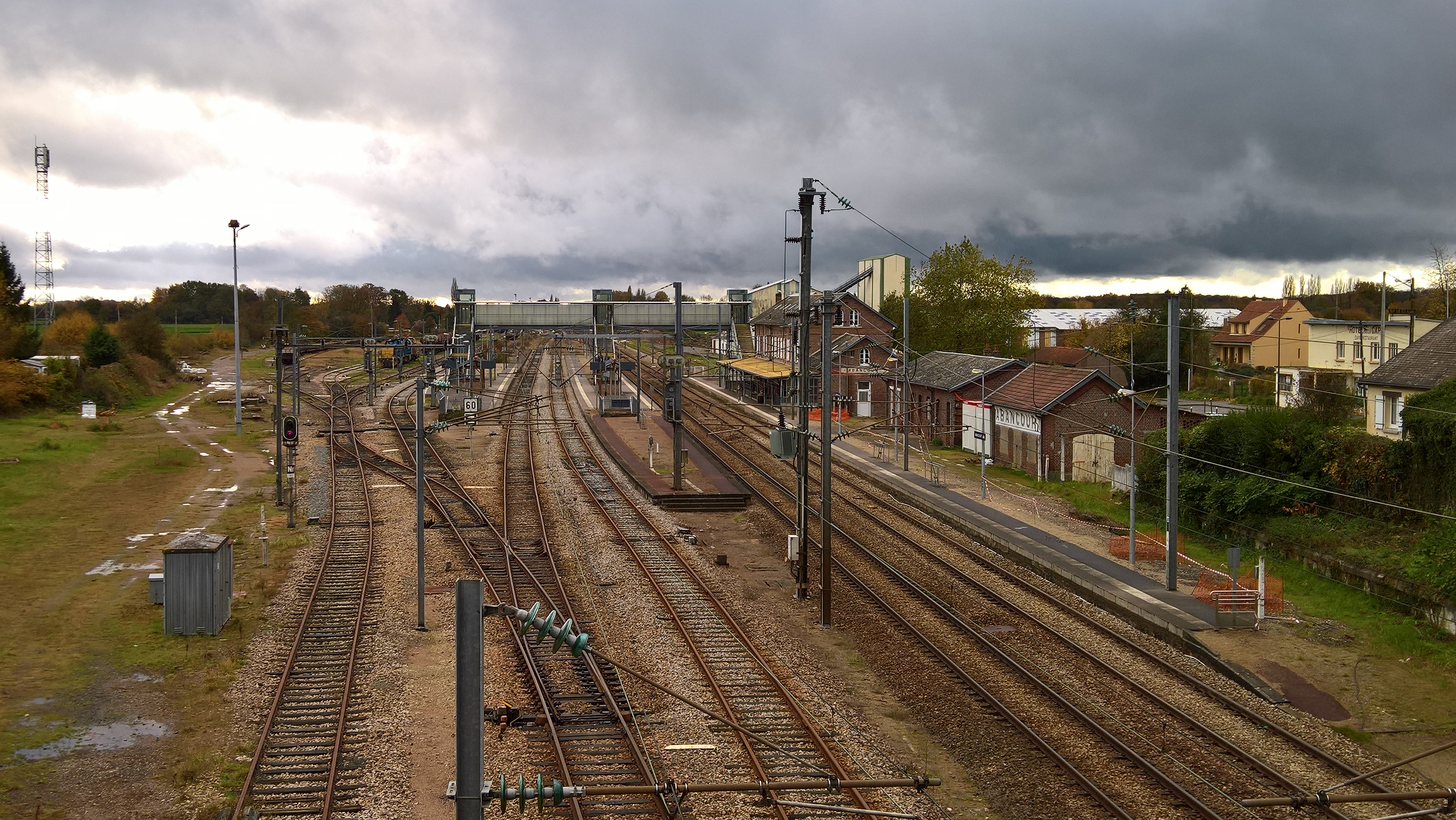
Vue générale depuis le pont de la RD 7.
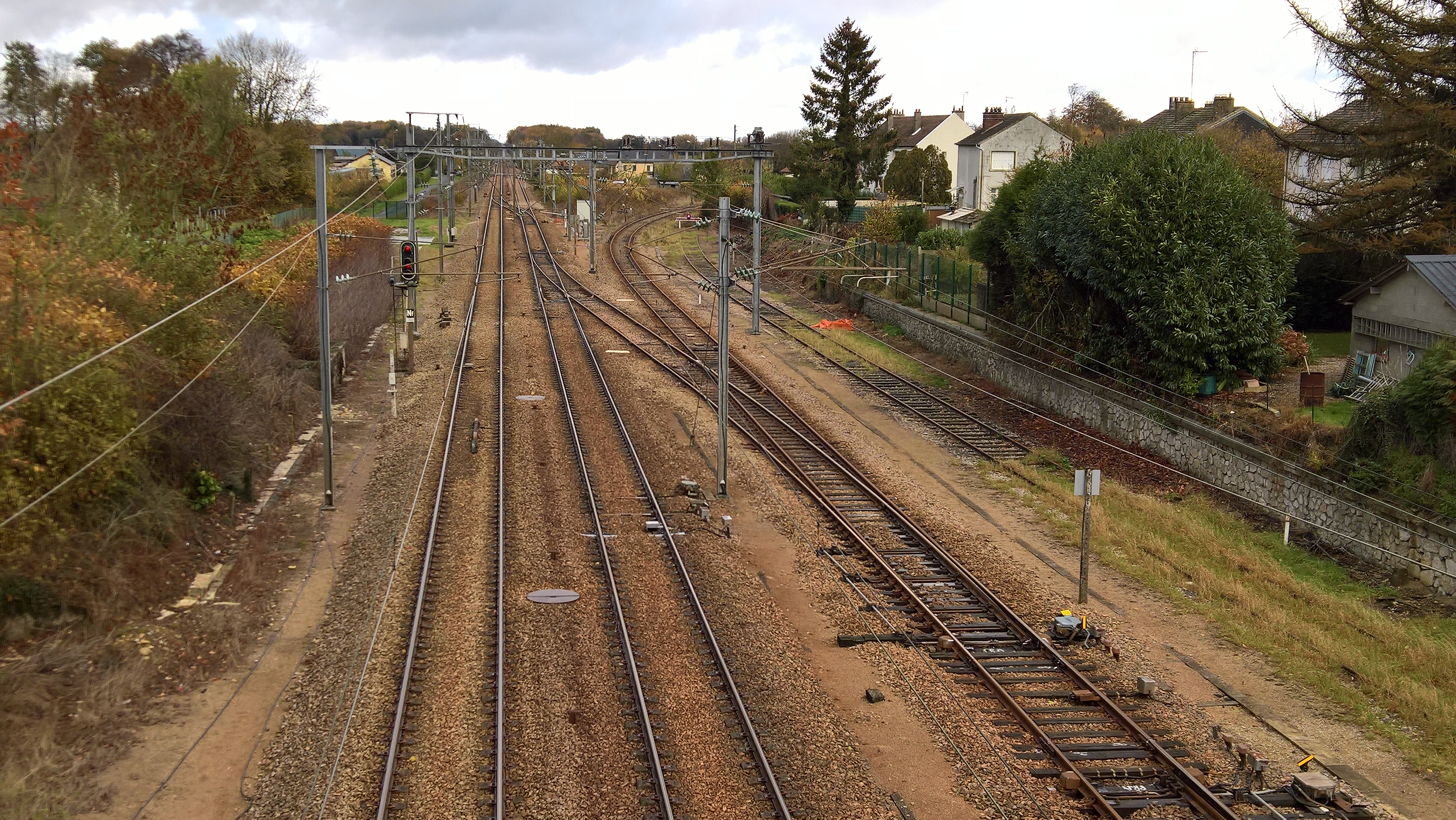
L'avant gare côté Amiens. À droite, se détache la voie unique vers Le Tréport - Mers.

## Histoire
En 1867, le chemin de fer arrive sur la commune d'Abancourt avec la construction de la ligne Amiens - Rouen par la Compagnie des chemins de fer du Nord. La station est construite à environ 1 000 m du bourg, au hameau d'Hennicourt. Après les essais, la ligne est mise en service commercial le 18 avril 1867 ; les trains omnibus mettent 3 heures et 50 minutes pour faire le trajet de la gare d'Amiens à celle de Rouen, à une vitesse moyenne de 35 km/h.

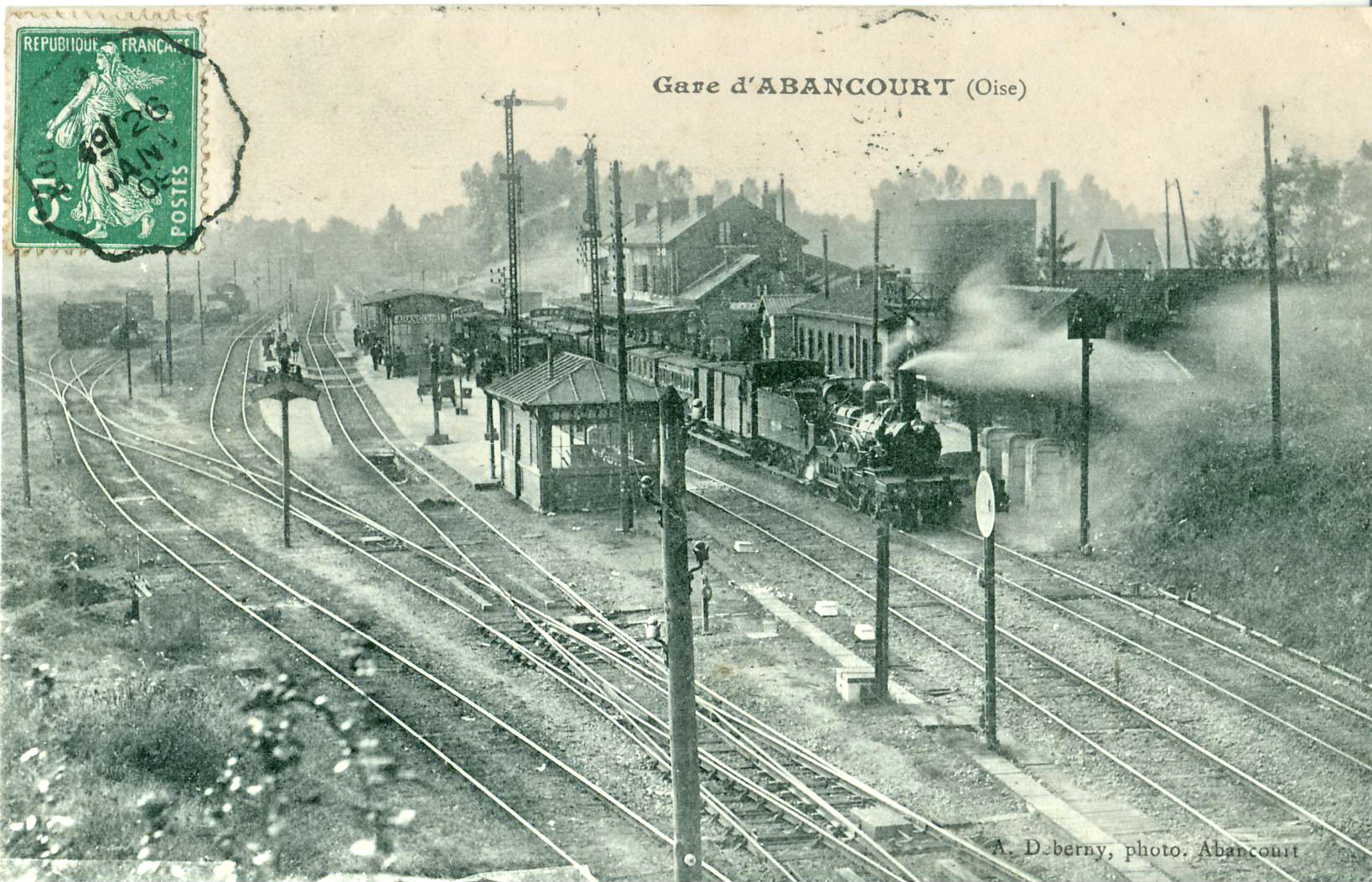
La gare d'Abancourt au début des années 1900.
La photo est prise dans le sens d'Amiens vers Rouen. Les deux voies de droite sont celles d'Amiens-Rouen, les deux voies à quai centrales sont celles de la ligne Paris-Nord – Le Tréport - Mers.

Elle a été agrandie en 1873 lors de la mise en service du tronçon Abancourt - Longroy-Gamaches (vers Le Tréport - Mers) et en 1875 pour le tronçon Abancourt - Beauvais.

### Première Guerre mondiale
Lors de la Première Guerre mondiale, immédiatement à sa sortie côté Amiens, une gare régulatrice est construite de toutes pièces par le génie militaire français entre Abancourt et Romescamps. Les gares régulatrices mises en place par l'armée étaient des sortes de vastes gares de triage et de déchargement destinées, selon l'article 23 du règlement du 21 février 1900 sur les transports stratégiques, à se tenir « en relation avec l'armée ou les armées que leurs lignes sont amenées à desservir ; elles reçoivent les demandes de transport, de ravitaillement ou d'évacuation, et y donnent satisfaction ».
Cette gare destinée à l'armée britannique comportait deux faisceaux de triage, de part et d'autre de la ligne Amiens – Rouen ainsi qu'en gare d'Abancourt et comprenait deux parcs de matériels, celui de Blargies-Nord consacré à un dépôt de munitions britannique, et celui de Blargies-Sud servant au Génie britannique situés de part et d'autre de la ligne vers Beauvais et Paris. Un dispositif complexe de boucles de raccordement à double voie permettait une desserte commode de toutes les directions, y compris vers la ligne stratégique de Feuquières à Ponthoile construite de mai à août 1918, et dite ligne de 100 jours,,.

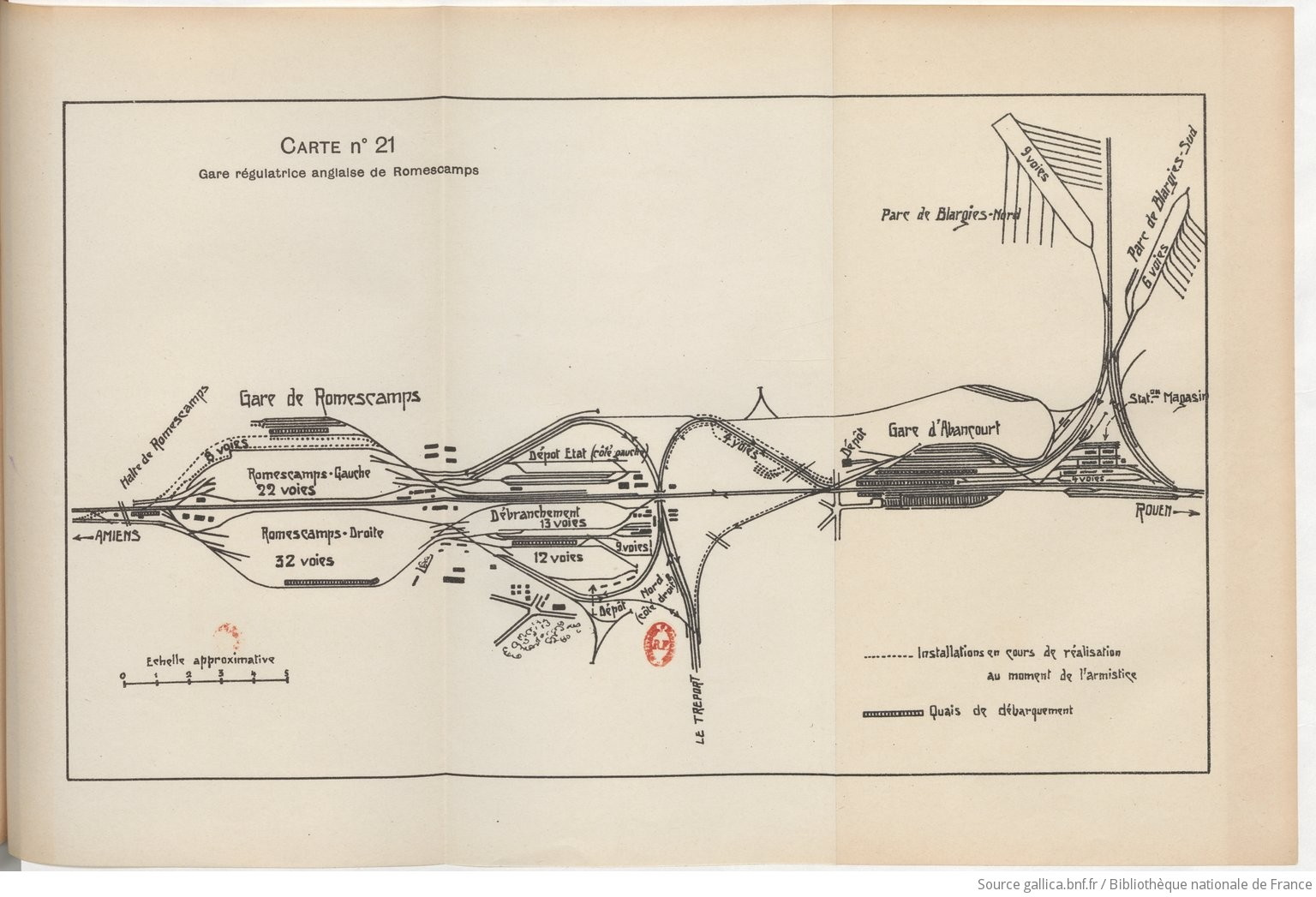
Les installations d'Abancourt et Romescamps à l'armistice de 1918.
Attention, la carte est orientée Sud-Ouest vers la droite

### Seconde Guerre mondiale
Pendant la Seconde Guerre mondiale, Abancourt, du fait de sa position clé sur le réseau ferroviaire (entre le Nord, la Picardie, Paris et Le Havre), est utilisé par l'armée allemande, s'appuyant sur des wagons DCA pour protéger les convois. La gare est bombardée plusieurs fois par les escadrilles de la Royal Air Force. Des abris de défense passive en béton armé existent encore le long des voies de garage.

### Depuis les guerres
La ligne Amiens – Rouen a été électrifiée le 27 août 1984 en courant alternatif 25 kV 50 Hz (les lignes fret et secondaires attenantes restent exploitées en diesel) ; le block automatique à permissivité restreinte (BAPR) a été installé sur la ligne, offrant des conditions d'exploitations de moins en moins satisfaisantes par rapport au trafic mixte voyageurs-fret croissant de cette ligne depuis les années 1990.
La gare est une des rares gares importantes de la ligne, présente sur les 139 km de celle-ci. En effet, l'une des particularités de cette ligne est le rôle du trafic de fret, bien plus important que celui de voyageurs. En 1992-1993, cette transversale permettait le transport quotidien de 8 000 tonnes de marchandises, dont 60 % dans le sens Amiens-Rouen. Ce niveau du trafic fret s'explique par l'importance industrielle des deux régions reliées par cette ligne, et par la présence côté Rouen de l'ensemble portuaire Rouen-Le Havre. Au contraire, le trafic de voyageurs est dans l'ensemble faible mais tend à s'accroitre grâce à l'axe TER direct Rouen-Amiens-Arras-Douai-Lille.

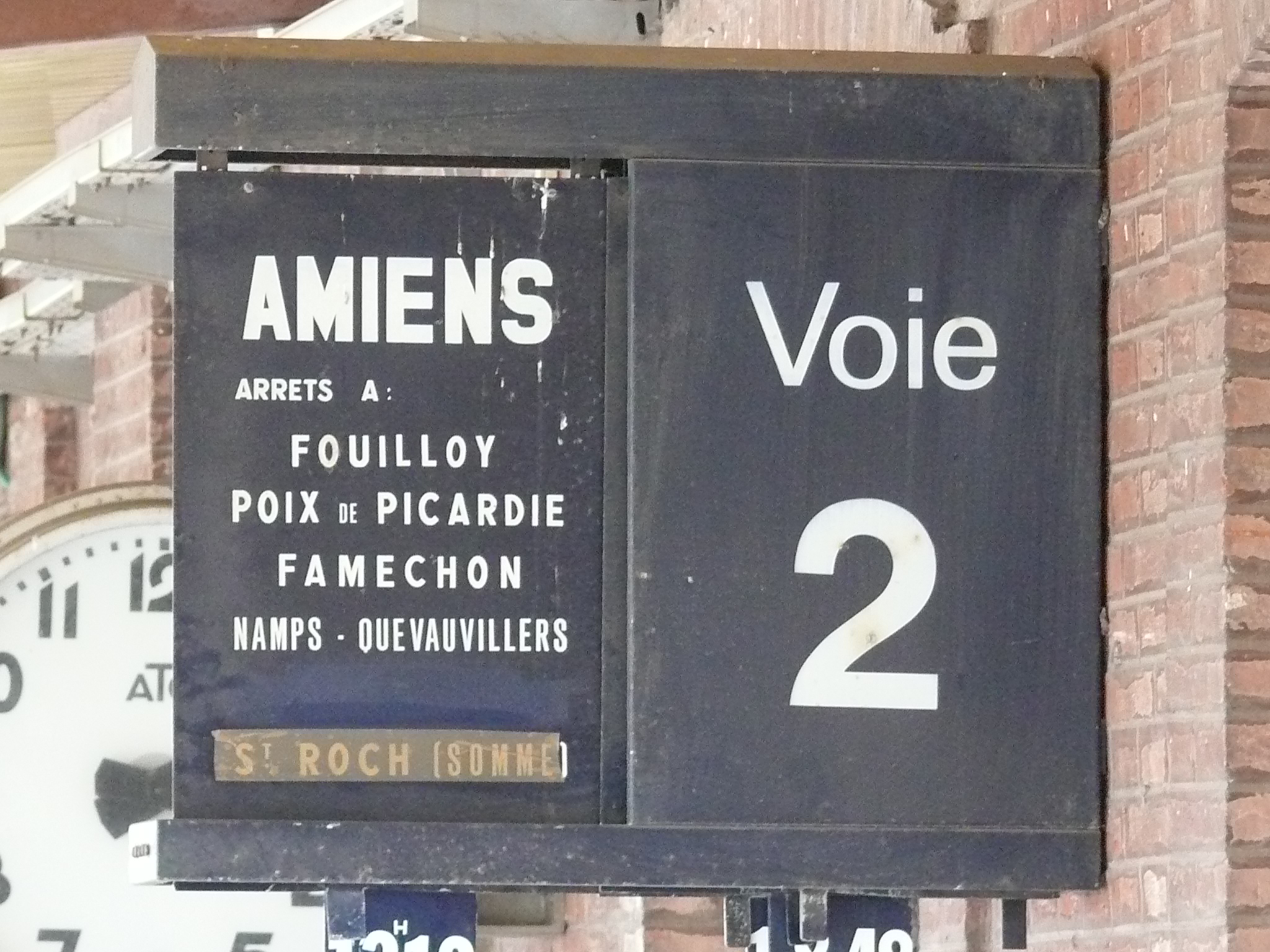
L'ancien système manuel d'affichage des trains en 2008, placé sur le quai, constitué de panonceaux métalliques coulissants.
Il est désormais remplacé par des écrans électroniques.

Un chantier de mise en accessibilité de la gare a eu lieu en 2008, dans le cadre du programme de mise en accessibilité du tronçon Beauvais - Abancourt avec rehaussement des quais et remplacement des équipements d'accueil et d'information (éclairage, signalétique, abris, horloges et distributeurs). Un système d'informations sonores et visuelles a été également installé. Les abords et le parking de la gare ont également été modernisés. En février 2011, une passerelle piétonne avec ascenseurs pour les personnes à mobilité réduite a été installée.
Compte tenu de la situation de la gare au croisement de deux lignes, ainsi que des aménagements réalisés au cours de la Première Guerre mondiale, la gare dispose d'une dizaine de voies de service, ainsi que de deux installations terminales embranchées.

## Fréquentation
Selon les estimations de la SNCF, la fréquentation annuelle de la gare s'élève aux nombres indiqués dans le tableau ci-dessous.
| Année               | 2022   | 2021   | 2020   | 2019   | 2018   | 2017   | 2016   | 2015   |
| ------------------- | ------ | ------ | ------ | ------ | ------ | ------ | ------ | ------ |
| Nombre de voyageurs | 71 517 | 51 811 | 32 396 | 42 685 | 40 228 | 43 760 | 41 096 | 39 720 |

## Service des voyageurs

### Accueil

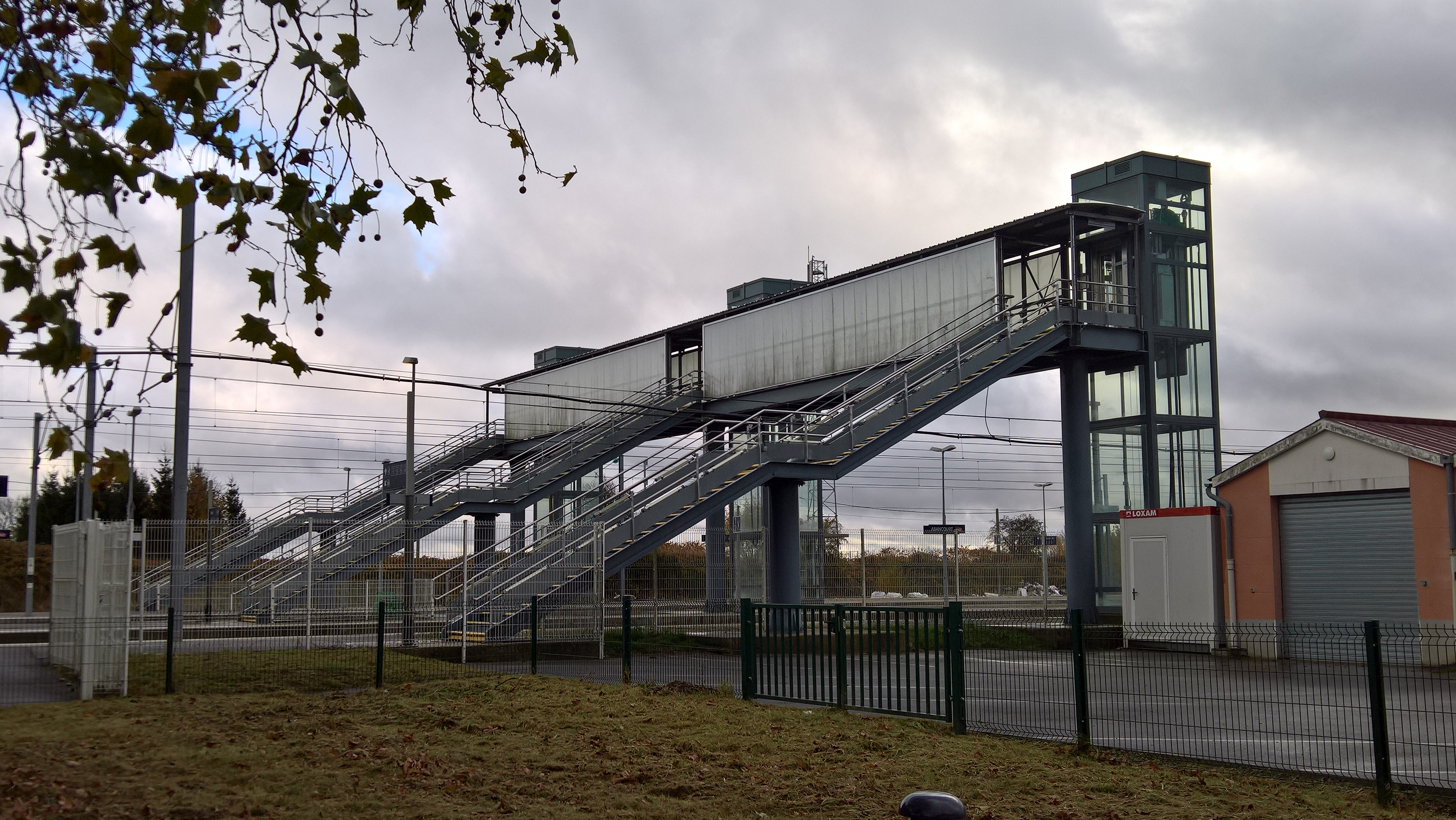
La passerelle d'accès aux quais, équipée pour être accessible aux personnes handicapées.

Gare SNCF, elle dispose d'un bâtiment voyageurs, avec guichet, ouvert tous les jours. Elle est équipée d'automates pour l'achat de titres de transport.
Un souterrain et une passerelle équipée d'ascenseurs permettent la traversée des voies et le passage d'un quai à l'autre.

### Desserte

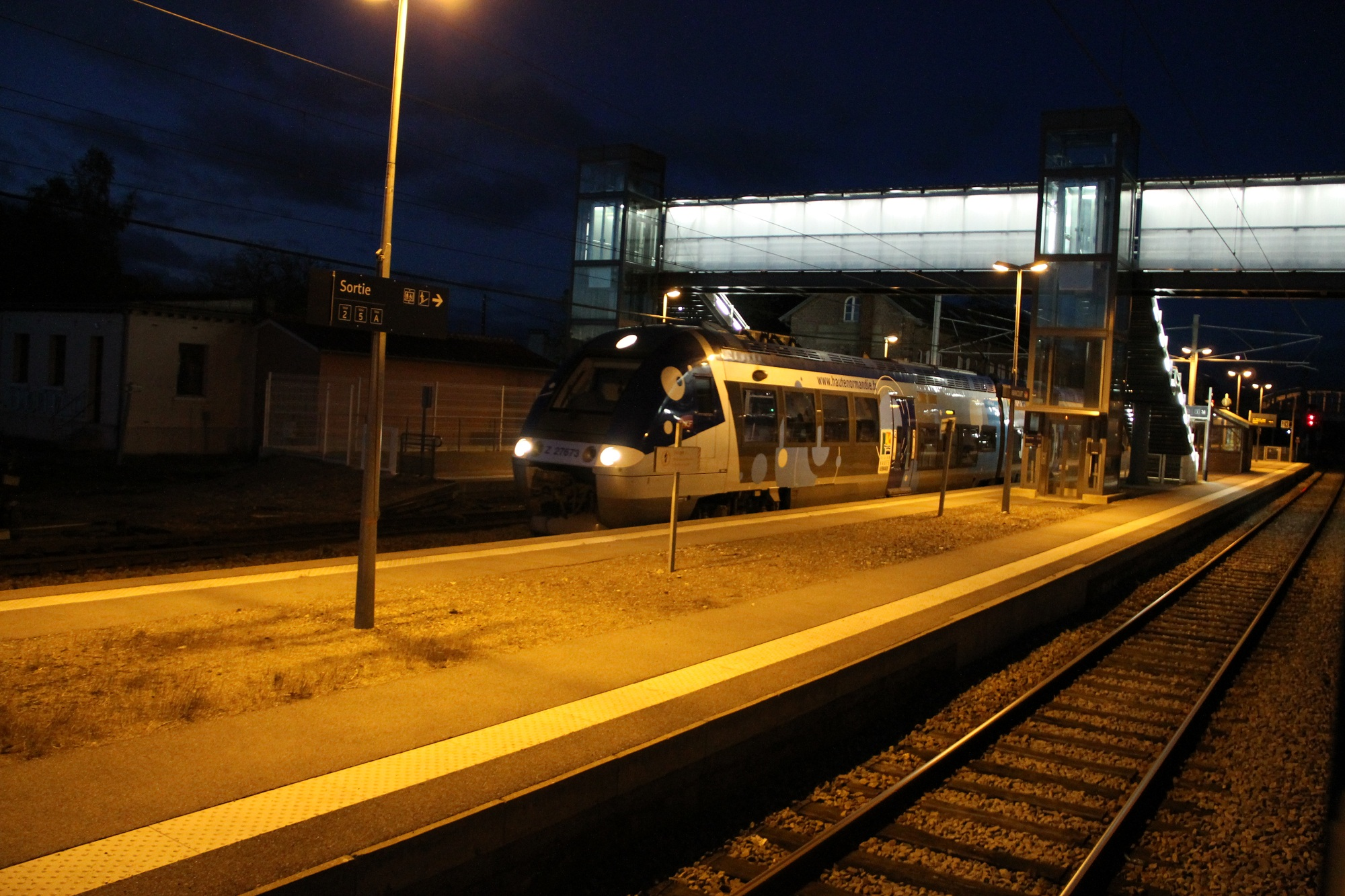
Les quais, avec une desserte TER.

Abancourt est desservie par des trains TER Hauts-de-France, qui effectuent des missions entre les gares : de Lille-Flandres, ou d'Amiens, et de Rouen-Rive-Droite ; d'Amiens et d'Abancourt ; de Creil, ou de Beauvais, et d'Abancourt ; de Beauvais et du Tréport - Mers ; de Paris-Nord et du Tréport - Mers (en période estivale).

### Intermodalité
Un parking ainsi que des abris pour vélos sont disponibles,. Par ailleurs, un service de transport à la demande TER est organisé pour permettre aux habitants de Moliens de se rendre à la gare.

## Service des marchandises
Bien qu'elle possède toujours deux ITE et des voies de service, la gare d'Abancourt n'est pas ouverte au service de fret, fermé depuis le 15 juillet 2008. Cependant, la gare est ouverte au service infrastructure ; ses voies de service sont donc utilisées lors de travaux sur la voie ou en gare.

## Patrimoine ferroviaire

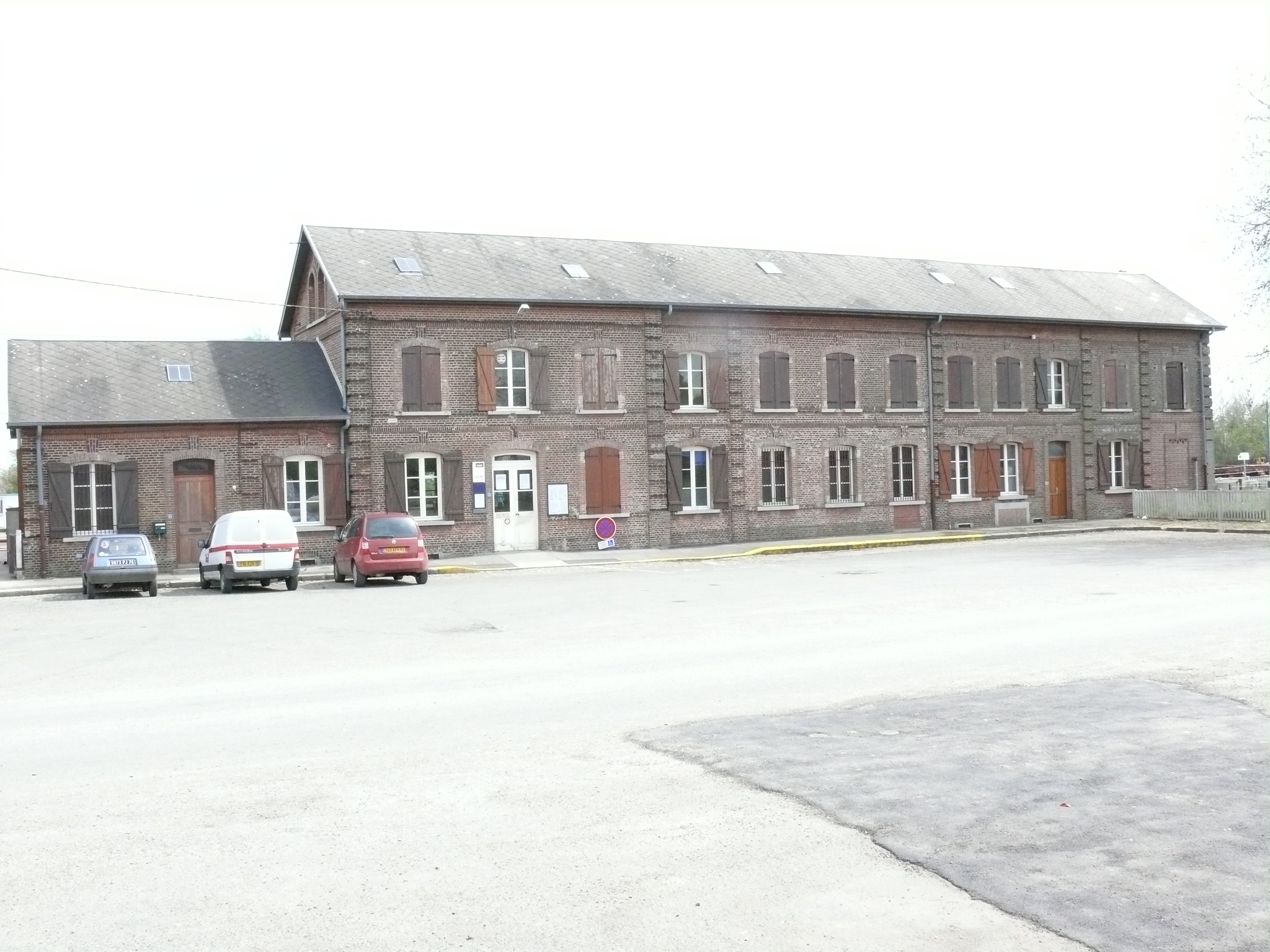
Bâtiment voyageurs en 2008. Les travées 3 à 7 constituent la partie d'origine.

Le bâtiment voyageurs (BV) constitue un exemple du plan type standard pour les gares secondaires, quoique altéré par une série d'agrandissements, au fur et à mesure de la prise d'importance d'Abancourt qui se retrouve au cœur d'un nœud ferroviaire. La position des pilastres témoigne d'au moins trois étapes :
- le bâtiment d'origine consistait en un corps central et deux ailes basses d'une seule travée (ces BV standards étaient toujours symétriques) ;
- une carte postale ancienne montre l'aile gauche portée à trois travées, tandis que l'aile droite est allongée de huit travées (sept côté voies), triplant l'étendue du BV[12] ;
- peu après, le bâtiment de la gare prend sa physionomie actuelle, lorsque la longue aile droite gagne un étage supplémentaire, abritant, outre des locaux de service, un buffet-hôtel ; le style de cette dernière extension a été harmonisé autant que possible avec le corps de logis d'origine[12].